# جيمس تي. برات
جيمس تي. برات هو سياسي أمريكي، ولد في 14 ديسمبر 1802 في كرومويل في الولايات المتحدة، وتوفي في 11 أبريل 1887 في Wethersfield, Connecticut ‏ في الولايات المتحدة. نشط حزبياً في الحزب الديمقراطي. وقد انتخب Presidents pro tempore of the Connecticut Senate ‏ وانتخب عضو مجلس نواب كونيتيكت ‏ وانتخب عضو مجلس النواب الأمريكي ‏.